# Philoscia pannonica
Philoscia pannonica är en kräftdjursart som beskrevs av Karl Wilhelm Verhoeff 1909. Philoscia pannonica ingår i släktet Philoscia och familjen Philosciidae. Inga underarter finns listade i Catalogue of Life.